# 阿努蓬·保津達
阿努蓬·保津達（泰语：อนุพงษ์ เผ่าจินดา，英语：Anupong Paochinda，1949年10月10日—），泰國軍人，上將，前泰國內政大臣、泰國皇家陸軍司令。
阿努蓬1972年服役，2005年任軍區總司令，2007年接替頌提出任泰國陸軍司令。